# Rivera del Río
Rivera del Río är en ort i Mexiko.   Den ligger i kommunen Villagrán och delstaten Guanajuato, i den centrala delen av landet, 230 km nordväst om huvudstaden Mexico City. Rivera del Río ligger 1 730 meter över havet och antalet invånare är 245.
Terrängen runt Rivera del Río är huvudsakligen platt, men åt sydost är den kuperad. Runt Rivera del Río är det ganska tätbefolkat, med 222 invånare per kvadratkilometer. Närmaste större samhälle är Celaya, 19,3 km öster om Rivera del Río. Trakten runt Rivera del Río består till största delen av jordbruksmark.